# Sándor Wagner

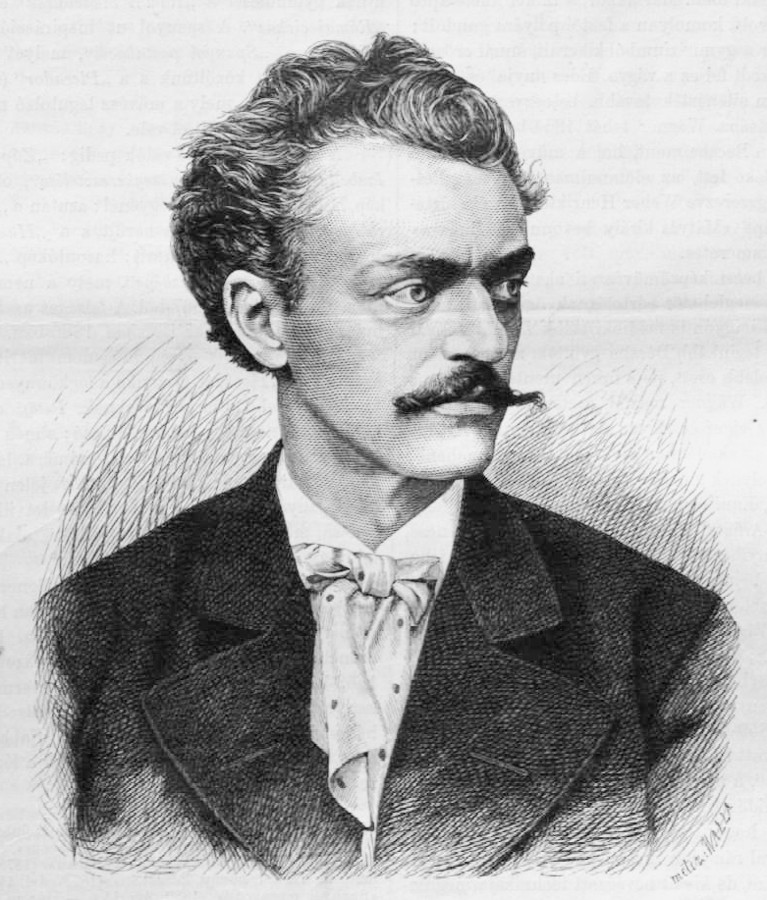
Wagner Sándor, 1880

Sándor Wagner, Alexander Wagner o Sándor von Wagner (Pest, 16 de abril de 1838 - Múnich, 19 de enero de 1919) fue un pintor austrohúngaro. Su temática principal es la historia y la vida cotidiana húngara. Trabajó en Austria, Hungría, España e Italia, y se le concedió la Orden de San Miguel.
Tras graduarse en el Instituto Real de su ciudad natal, ingresó en la Academia de Bellas Artes de Viena, donde fue discípulo de Henrik Weber. Al año siguiente cambió a la Academia de Bellas Artes de Múnich donde estudió com Karl von Piloty de 1856 a 1864. Desde 1869 a 1910 fue profesor de historia de la pintura en la Academia de Múnich. Un retrato de von Wagner pintado por Franz Lachner pertenece a la colección de Gebrüder-Lachner-Museum a Rain desde 2003. Entre sus estudiantes estaban Pál Szinyei Merse, Emil Wiesel, Anton Ažbe o Franciszek Żmurko.